# Santa Cruz Muluá
Santa Cruz Muluá är en kommunhuvudort i Guatemala.   Den ligger i departementet Departamento de Retalhuleu, i den sydvästra delen av landet, 120 km väster om huvudstaden Guatemala City. Santa Cruz Muluá ligger 416 meter över havet och antalet invånare är 2 706.
Terrängen runt Santa Cruz Muluá är kuperad norrut, men söderut är den platt. Runt Santa Cruz Muluá är det ganska tätbefolkat, med 160 invånare per kvadratkilometer. Närmaste större samhälle är San Sebastián, 4,0 km sydväst om Santa Cruz Muluá. I omgivningarna runt Santa Cruz Muluá växer huvudsakligen savannskog.